# Elmira Nazirova
Elmira Nazirova (azeri: Elmira Mirzərza qızı Nəzirova) est une compositrice et professeur de musique, artiste émérite de la République d'Azerbaïdjan.

## Biographie
Elmira Nazirova est décédée le 23 janvier 2014 en Israël. Elle a enseigné au Conservatoire d'État d'Azerbaïdjan pendant de nombreuses années.

## Décoration
- Ordre de l'Insigne d'honneur.